# Trypauchen pelaeos
Trypauchen pelaeos là một loài cá biển-nước lợ thuộc chi Trypauchen trong họ Oxudercidae. Loài cá này được mô tả lần đầu tiên vào năm 2006.

## Từ nguyên
Từ định danh pelaeos trong tiếng Hy Lạp cổ đại nghĩa là “sống ở bùn”, hàm ý đề cập đến môi trường sống điển hình của loài cá này.

## Phân bố và môi trường sống
T. pelaeos hiện được biết đến từ một số vị trí sau: Myanmar, Thái Lan (sông Bang Pa Kong), Malaysia (bang Penang và eo biển Malacca), Việt Nam (sông Hậu và vịnh Hạ Long) và Trung Quốc (Hạ Môn và Sán Đầu). Một số mẫu vật được thu thập ở lưu vực sông có độ sâu khoảng 3–20 m, còn lại được mua từ chợ cá.

## Mô tả
Chiều dài cơ thể lớn nhất được ghi nhận ở T. pelaeos là 14,6 cm. Không có bất kỳ mẫu vật hoặc ảnh chụp lúc mẫu vật còn tươi được cung cấp vào lúc đó. Có lẽ, T. pelaeos giống như đồng loại duy nhất của nó, Trypauchen vagina, có màu đỏ khi còn sống.
Hai loài Trypauchen được phân biệt chủ yếu dựa vào sự chênh lệch số lượng các tia vây (số lượng trung bình các tia vây lưng, vây hậu môn và vây ngực của T. pelaeos ít hơn T. vagina) và chiều dài đầu (dài đầu của T. pelaeos ≥ 18% so với dài chuẩn cơ thể, ở T. vagina thì tỉ lệ này thấp hơn 18%).
Số tia vây lưng: 46–52; Số tia vây hậu môn: 39–44; Số tia vây ngực: 16–20; Số gai vây bụng: 1; Số tia vây bụng: 4–5.